# The Hard Way (Pnau & Khalid)
The Hard Way is een nummer van de Australische band Pnau en de Amerikaanse zanger Khalid uit 2023.
Op "The Hard Way" zijn duidelijke invloeden te horen uit de new wave en synthpop uit de jaren '80. De melodie is vrolijk, maar de tekst is juist verdrietig en gaat over een verloren liefde. Het nummer flopte in Pnau's thuisland Australië en ook in Khalids thuisland de Verenigde Staten, maar werd wel een hit in het Nederlandse taalgebied. Hoewel het in de Nederlandse Top 40 een bescheiden 33e positie bereikte, werd het wel een radiohit. In de Vlaamse Ultratop 50 bereikte de plaat de 9e positie.